# 촐리

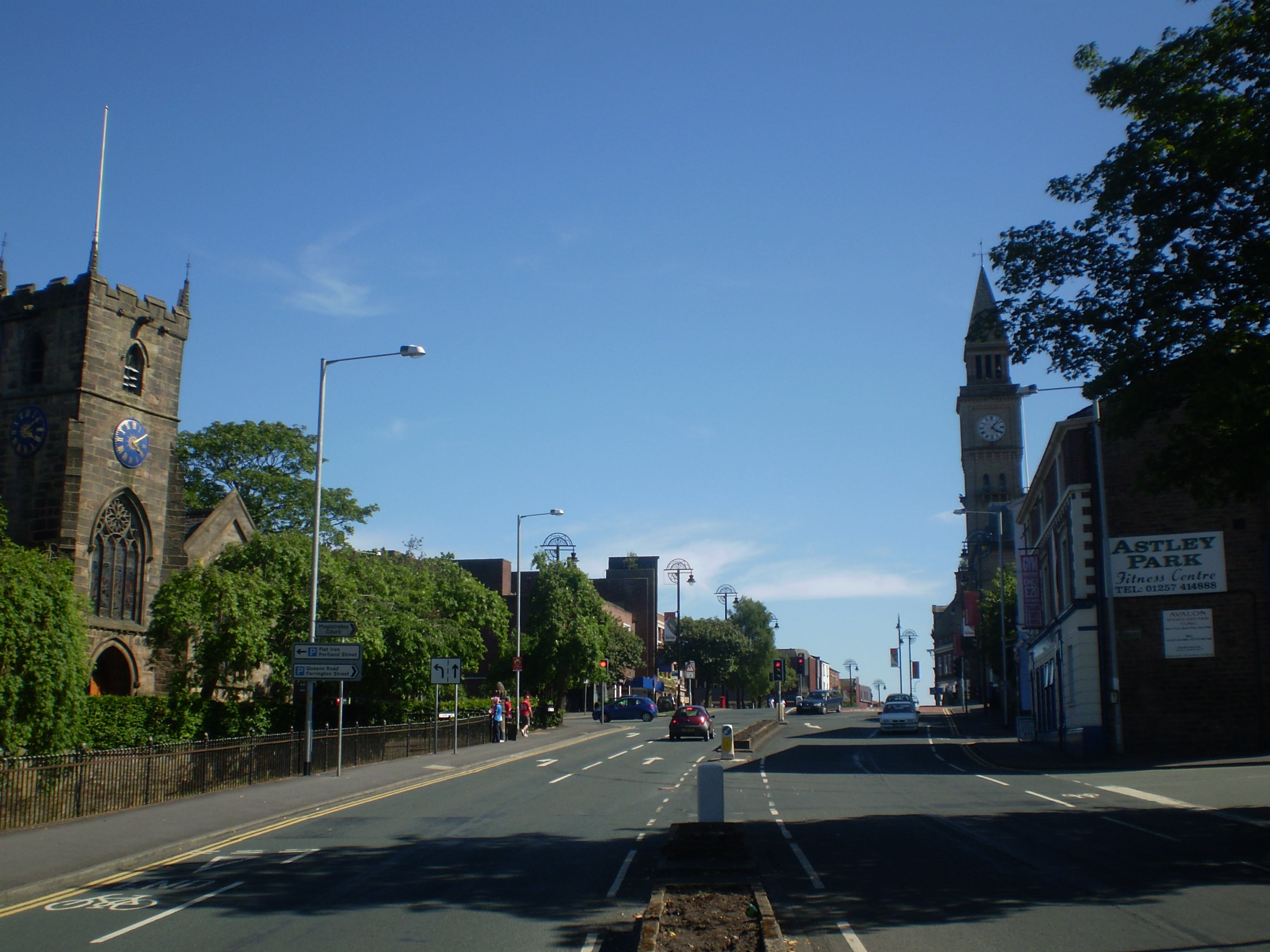
촐리

촐리(영어: Chorley)는 잉글랜드 랭커셔주에 위치한 도시로 인구는 34,667명(2011년 기준)이다. 위건에서 북쪽으로 13km, 블랙번에서 남서쪽으로 17km, 볼턴에서 북서쪽으로 18km, 프레스턴에서 남쪽으로 19km, 맨체스터에서 북서쪽으로 31km 정도 떨어진 곳에 위치한다. 도시의 주요 산업은 목화 산업이다.